# Carex loliacea
Carex loliacea je druh jednoděložné rostliny z čeledi šáchorovité (Cyperaceae), rodu ostřice (Carex).

## Popis
Jedná se o rostlinu dosahující výšky nejčastěji 15–40 cm.
Je vytrvalá, řídce trsnatá s dlouhými oddenky. Lodyhy jsou trojhranné, jen zcela nahoře drsné. Listové pochvy jsou bledě hnědé. Čepele listu jsou asi 1–2 mm široké, bledě zelené., Carex loliacea patří mezi stejnoklasé ostřice, všechny klásky vypadají víceméně stejně a většinou obsahují samčí i samičí květy. Klásků je nejčastěji 2–5, jsou téměř kulovité, malé, slámově žluté, dolní jen mírně oddálené. Okvětí chybí. V samčích květech jsou zpravidla 3 tyčinky. Blizny jsou většinou 2. Plodem je mošnička, která je cca 2,5–3,5 mm dlouhá, bledě zelená, za zralosti pak bledě hnědá, mnohožilná, zobánek chybí. Každá mošnička je podepřená plevou, která je bělomázdřitá se zeleným středním kýlem.. Počet chromozómů je 2n=54.

## Rozšíření
Carex loliacea se vyskytuje se v severní Evropě, především ve Skandinávii, na jih zasahuje až do severovýchodního Polska, dále roste v evropské části Ruska, na Sibiři a Dálném Východě. V Severní Americe roste v Kanadě a Aljašce).